# Abulfeda (storico)
Ismā‘īl ibn ‘Alī Abū l-Fidā’, occidentalizzato in Albufeda (Damasco, 1273 – Hamā, 1331), è stato uno storico curdo, componente della dinastia ayyubide.

## Biografia
Abulfeda era discendente di Ayyūb, padre del sultano ayyubide Saladino. Era figlio di al-Malik al-Afḍal ʿAlī e cugino del signore di Hamā, al-Muẓaffar Maḥmūd III.
Fu testimone diretto, perché attore non secondario, del periodo in cui i Crociati si scontrarono con i Mamelucchi in Terra Santa e al loro servizio di questi ultimi egli restò anche quando fu da costoro abolito l'emirato ayyubide di Hamā, fino a diventare collaboratore del sultano mamelucco Muḥammad ibn Qalāʾūn da cui fu infine insignito nel 1310 del governo di Hamā, anche se nel 1314 fu posto sotto l'autorità del governatore di Damasco.
Nel 1320 però gli fu attribuito dal sultano mamelucco il laqab di al-Malik al-Muʾayyad, con autorità su tutti i governatori della Siria.
La sua attività politica e la sua cultura lo aiutarono nella sua passione storica, che gli consentì di realizzare importanti contributi sul periodo di cui fu testimone ma che non gli impedì di scrivere anche manuali riguardanti la storia arabo-islamica passata, come avvenne con il Mukhtaṣar taʾrīkh al-bashar (Compendio di storia umana), anche se il suo capolavoro rimane il lavoro geografico intitolato Taqwīm al-buldān (La determinazione astronomica della posizione dei Paesi), che riprendeva opere anche non islamiche di geografia, come quelle di Claudio Tolomeo, e che sarà ampiamente ripresa dalle generazioni successive degli studiosi musulmani.
L'edizione del testo arabo del Taqwīm al-buldān avvenne nel 1840 grazie al Barone Mac Guckin de Slane e a J. T. Reinaud. Quest'ultimo ne curò la traduzione otto anni dopo. Alcuni estratti furono tradotti e pubblicati autonomamente da Michele Amari.
Gli è stato dedicato il cratere Abulfeda sulla Luna di 62 km di diametro.